# Рымарев, Евгений Владимирович
Евге́ний Влади́мирович Ры́марев (род. 9 сентября 1988, Усть-Каменогорск) — казахстанский хоккеист, правый нападающий клуба «Юнисон-Москва».
Воспитанник усть-каменогорского хоккея, тренер — Сергей Старыгин.
Вместе с Колином Уилсоном лучший снайпер молодёжного чемпионата мира 2008 года — 6 шайб.
Чемпион зимних Азиатских игр 2011 года. Бронзовый призёр Континентального Кубка 2008.

## Статистика
| Легенда | Легенда                    | Легенда | Легенда                   | Легенда | Легенда    |
| ------- | -------------------------- | ------- | ------------------------- | ------- | ---------- |
| И       | Количество проведённых игр | Штр     | Штрафное время            | +/−     | Плюс-минус |
| Г       | Голы                       | П       | Голевые передачи          | О       | Очки       |
| -       | Статистика неизвестна      | —       | Статистика не учитывалась |         |            |

## Достижения

### Командные
| Год        | Команда           | Достижение                                                          | Достижение |
| ---------- | ----------------- | ------------------------------------------------------------------- | ---------- |
| 2007       | Казахстан (мол.)  | Победитель Первого дивизиона молодёжного чемпионата мира (группа В) |            |
| 2009       | Казахстан         | Победитель Первого дивизиона чемпионата мира (группа А)             |            |
| 2011       | Казахстан         | Чемпион Азиатских игр                                               |            |
| 2011       | Барыс-2           | Серебряный призёр чемпионата Казахстана                             |            |
| 2013       | Казахстан (студ.) | Серебряный призёр Универсиады                                       |            |
| 2015, 2019 | Казахстан         | Победитель группы A Первого дивизиона чемпионата мира (2)           |            |

### Личные
| Год  | Команда            | Достижение                                                                | Достижение |
| ---- | ------------------ | ------------------------------------------------------------------------- | ---------- |
| 2006 | Казахстан (юниор.) | Лучший снайпер Первого дивизиона юниорского чемпионата мира (группа А)    |            |
| 2006 | Казахстан (юниор.) | Лучший нападающий Первого дивизиона юниорского чемпионата мира (группа А) |            |
| 2008 | Казахстан (мол.)   | Лучший снайпер молодёжного чемпионата мира                                |            |
| 2009 | Казахстан          | Лучший снайпер Первого дивизиона чемпионата мира (группа А)               |            |
| 2013 | Казахстан (студ.)  | Лучший снайпер Универсиады                                                |            |
| 2013 | Казахстан (студ.)  | Лучший бомбардир Универсиады                                              |            |
| 2015 | Казахстан          | Лучший бомбардир группы A Первого дивизиона чемпионата мира               |            |